# Zářijový manifest
Zářijový manifest (německy September-Manifest, oficiálně Kaiserliches Mainfest vom 20. September 1865) bylo prohlášení císaře Rakouského císařství Františka Josefa I. z roku 1865, kterým byla do vyřešení státoprávních sporů (zejména okolo postavení Uherska) pozastavena platnost únorové ústavy a rozpuštěna Říšská rada.

## Dobové souvislosti
Roku 1860 se Rakouské císařství vydalo směrem obnovy ústavního systému vlády. Říjnový diplom z roku 1860 předpokládal konstituční zřízení. Roku 1861 pak vydal císař tzv. únorovou ústavu. Ta zřídila dvoukomorovou Říšskou radu a zemské sněmy. V té době se ještě počítalo s možností, že by tyto ústavní parametry platily pro celé území monarchie, tedy včetně Uherska a také Království lombardsko-benátského. Jenže tato, tzv. širší Říšská rada se nikdy nesešla, protože Uherský sněm odmítl do celostátního parlamentu delegovat své zástupce. Ostatně otázka státoprávního postavení Uherska zůstávala hlavním tématem, které dělilo společnost. Vůči ústavnímu systému vzniklému roku 1861 ovšem výrazně kriticky vystupovali i čeští politici.
Klíčovou osobností rakouské politiky v letech 1861–1865 byl Anton von Schmerling, Státní ministr Rakouského císařství. Historik Otto Urban považuje Schmerlinga za jednoho z posledních představitelů poražené koncepce centralizovaného Velkorakouska, tedy státního útvaru zahrnujícího celou monarchii včetně Uherska. Zároveň jeho směr popisuje jako revidovaný absolutismus. Proti této koncepci se ale postavili nejen uherští politici vedení Ferencem Deákem ale i čeští předáci (František Palacký a František Ladislav Rieger) ale nakonec i vlivná skupina německorakouských liberálů (tzv. Ústavní strana). To byl konec Schmerlingovy politické epochy. V červenci 1865 byl na post státního ministra jmenován konzervativně orientovaný Richard Belcredi.

## Vydání zářijového manifestu
20. září 1865 vydal František Josef I. císařský manifest, kterým pozastavil (sistoval) platnost únorové ústavy a rozpustil Říšskou radu. Oznámil, že vešel ve srozumění se zákonnými zastupiteli mých národů ve východních částech říše. Panovník únorovou ústavu i říjnový diplom hodlal předložit k posouzení Uherskému sněmu a Chorvatskému sněmu.
Po následující rok a půl tak Rakouské císařství nemělo celostátní zákonodárný sbor a nacházelo se v ústavním provizoriu. Ovšem zemské sněmy sistovány nebyly a například Český zemský sněm tak i v letech 1865–1866 pokračoval v činnosti. Pro české a jiné federalisty otevíral zářijový manifest naději na revizi únorové ústavy, posílení práv zemských sněmů a možné uznání českého státního práva. Fakticky ovšem znamenal jen vítězství uherského postoje a předznamenal Rakousko-uherské vyrovnání.
Když se po porážce Rakouského císařství Pruskem v bitvě u Hradce Králové začaly obrysy rakousko-uherského vyrovnání konkretizovat, očekávali čeští a jiní federalističtí politici, že tato ústavní dohoda bude předložena ke schválení zemským sněmům, což se nakonec nestalo. Český zemský sněm i Moravský zemský sněm získaly ve volbách v lednu 1867 federalistickou většinu. Většina na Českém zemském sněmu přijala prohlášení, ve kterém se odmítla podílet na nezákonném shromáždění nějaké západní polovice říše. Vláda na to reagovala brzkým rozpuštěním sněmů a vypsáním nových zemských voleb v březnu 1867. V nich díky nátlaku na zejména šlechtické představitele nabyly oba sněmy centralistickou většinu, která už neodmítala obeslání užší Říšské rady a souhlasila s projektem rakousko-uherského vyrovnání. V květnu 1867 byla opět svolána Říšská rada (nyní již jen jako užší Říšská rada, tedy bez Uherska), která vyrovnání schválila. Koncem roku 1867 pak Říšská rada odsouhlasila komplex ústavních zákonů (tzv. prosincová ústava), které definovaly Předlitavsko jako více centralizovaný, liberální stát.